# Simon Nabatov
Simon Nabatov, geboren als Semjon Leonidovitsj Nabatov (Moskou, 11 januari 1959), is een uit Rusland afkomstige Amerikaanse jazzpianist.

## Biografie
Nabatov, die opgroeide in een muzikantenfamilie, begon op 3-jarige leeftijd met vioollessen en op 4-jarige leeftijd met pianolessen. Hij zou zijn eerste composities hebben geschreven op 6-jarige leeftijd. Als kind nam zijn vader hem mee naar concerten van Duke Ellington (1971) en het Thad Jones/Mel Lewis Orchestra (1972). Na een klassieke opleiding aan het conservatorium van Moskou in 1976 emigreerde Nabatov met zijn ouders via Wenen en Rome naar New York. Sinds 1989 woont hij ook in Europa, voornamelijk in Keulen. Parallel met zijn studie aan de Juilliard School of Music van 1980 tot 1984 werkte Nabatov als jazzmuzikant. Er waren opnamen en concerten met veel gerenommeerde musici zoals Paul Motian, Tony Scott, Paul Horn, Barry Altschul, Billy Hart, David Murray, Mark Feldman, Chet Baker, Kenny Wheeler, Arto Tunçboyacıyan en Ed Schuller.
Nabatov maakte enkele jaren deel uit van de kwartetten van Perry Robinson, Ray Anderson, Arthur Blythe en Alfred Harth, evenals het Klaus König Orchestra en Eckard Koltermanns Collage 11. Hij trad regelmatig op in een duo met Han Bennink, met Tom Rainey en met Nils Wogram (met Wogram ook in een kwartet). In het trio speelde hij enerzijds met Ernst Reijseger en Michael Vatcher, maar ook met Wolfgang Schlüter en Charly Antolini anderzijds. Ook zijn eigen projecten (van solo-optredens tot octetten) worden op cd gedocumenteerd. Zijn betrokkenheid bij de literatuur van Michail Boelgakov en vooral bij Joseph Brodsky en Daniil Kharms, waarin de teksten op sympathieke wijze worden geïnterpreteerd door Phil Minton, is bijzonder opvallend. Nabatov voerde ook kamermuziekwerken uit, die voor hem waren geschreven, zoals Kenny Werners pianoconcert voor Baba. Hij nam ook George Gershwin's Rhapsody in Blue en Rolf Liebermanns Concerto for Jazz Ensemble and Orchestra op.
Als improvisator en componist verbaast Nabatov door zijn zelfverzekerde omgang met materiaal uit de wereld van de jazz en klassieke pianoliteratuur: het speelse gebruik ervan, een constante transformatie en hervorming, de afwisseling tussen ernst en ironie geeft deze eclectische muziek evenveel openheid als kunstzinnigheid. Zeer virtuoos geneste pianoloopjes en brutaal ritmische clusters worden afgewisseld met rustige klankstudies à la Morton Feldman, zonder de traditie van een Bud Powell volledig te ontkennen. Hij doceerde aan de Folkwang Hochschule in Essen (1989–1991), de International Jazz and Rock Academy in Remscheid (1991–93) en van 1998 tot 2001 aan de Lucerne School of Music.

## Prijzen en onderscheidingen
Als pianist heeft hij talloze prijzen gewonnen: in 1984 won hij de competitie Keyboard Magazine en Berklee College of Music en in 1985 de International Great Jazz Pianist Competition in Jacksonville (Florida). In 1987 ontving hij de National Endowment for the Arts-prijs en in 1989 was hij winnaar van de French Martial Solal Jazz Piano Competition.

## Discografie
As leader/co-leader
| Jaar opname | Titel                                 | Label              | Opmerkingen |
| ----------- | ------------------------------------- | ------------------ | --- |
| 1989?       | Solo–Duo–Trio–Quartet                 | 2nd Floor          | Met Michael Moore, Frank Gratkowski, Nils Wogram (trombone), Phil Minton (zang) |
| 1988?       | Circle the Line                       | GM                 | Met Ed Schuller (bas), Paul Motian (drums), Arto Tuncboyaci (percussie) |
| 1989?       | Inside, Looking Out                   | Tutu               | Kwartet met Ed Schuller (bas), John Betsch (drums), Arto Tuncboyaci (percussie) |
| 1988        | Locomotion                            | ASP                | Solo piano |
| 1989?       | Six by Two                            | Terrace            | Duo met Ronan Guilfoyle (basgitaar) |
| 1990        | For All the Marbles                   | ASP                | Trio, met Mark Helias (bas), Barry Altschul (drums) |
| 1990        | Dancing on the Edge                   | Klavins            | Solo piano |
| 1993        | Tough Customer                        | Enja Records       | Trio, met Mark Helias (bas), Tom Rainey (drums) |
| 1994        | Shall We Dance?                       | 2nd Floor          | Solo piano |
| 1996        | Swing Kings                           | ACT Music          | Trio met Wolfgang Schlüter (vibrafoon), Charly Antolini (drums); in concert |
| 1999        | Sneak Preview                         | Hathut Records     | Trio, met Mark Helias (bas), Tom Rainey (drums) |
| 1999        | The Master and Margarita              | Leo Records        | kwintet, met Herb Robertson (trompet), Mark Feldman (viool), Mark Helias (bas), Tom Rainey (drums) |
| 1999        | Nature Morte                          | Leo Records        | Kwartet, met Nils Wogram (trombone), Frank Gratkowski (klarinet, altsax, basklarinet, fluit), Phil Minton (zang) |
| 2000?       | As We Don't Know It                   | Kennex             | Duo, met Nils Wogram (trombone) |
| 2000        | Starting a Story                      | ACT Music          | Duo, met Nils Wogram (trombone) |
| 2000        | Perpetuum Immobile                    | Leo Records        | Solo piano |
| 2000        | Three Stories, One End                | ACT Music          | Trio, met Drew Gress (bas), Tom Rainey (drums) |
| 2001        | Chat Room                             | Leo Records        | Duo, met Han Bennink (drums) |
| 2003        | Autumn Music                          | Leo Records        | Trio, met Ernst Reijseger (cello), Michael Vatcher (drums); in concert |
| 2004        | A Few Incidences                      | Leo Records        | Octet, met Nils Wogram (trombone), Frank Gratkowski (klarinet, altsax, basklarinet, fluit), Ernst Reijseger (cello), Matt Penman (bas), Michael Sarin (drums), Cor Fuhler (electronics, keyolin), Phil Minton (zang) |
| 2005        | Around Brazil                         | ACT Music          | Solo piano |
| 2005        | Steady Now                            | Leo Records        | Duo, met Tom Rainey (drums) |
| 2005?       | The Move                              | BTLCHR             | Duo, met Nils Wogram (trombone) |
| 2006?       | A Felicidade                          | Plushmusic.tv      | Solo piano |
| 2006        | Jazz Limbo                            | Leo Records        | Duo, met Nils Wogram (trombone) |
| 2006        | Meeting Point                         | Audioguy           | Duo, met Park Je-Chun (drums); in concert |
| 2007?       | Leo Records 25th Anniversary          | Leo Records        | Album gedeeld met andere muzikanten |
| 2007        | Spinning Songs of Herbie Nichols      | Leo Records        | Solo piano; in concert; uitgebracht 2012 |
| 2009?       | Nicht ohne Robert                     | JazzHousMusik      | Kwartet, met Rudi Mahall, Robert Landfermann (bas), Christian Lillinger |
| 2010?       | Roundup                               | Leo Records        | Kwintet, met Nils Wogram (trombone), Matthias Schubert (sax), Ernst Reijseger (cello), Tom Rainey (drums) |
| 2010?       | Concert "Live" à Bordeaux             | Ouhman             | Duo, met Touria Hadraoui (vocals); in concert |
| 2010?       | Deployment                            | Leo Records        | Trio, met Frank Gratkowski (altsax, klarinet), Marcus Schmickler (computer) |
| 2011?       | Moods and Modes                       | NWOG               | Duo, met Nils Wogram (trombone) |
| 2011?       | Square Down                           | Leo Records        | Trio, met Ernst Reijseger (cello), Matthias Schubert (tenorsax) |
| 2012?       | Nawora                                | Leo Records        | Trio, met Nils Wogram (trombone), Tom Rainey (drums) |
| 2012        | 21-9-12                               | Leo Records        | Trio, met Oğuz Büyükberber (klarinet), Gerry Hemingway (drums); in concert |
| 2013?       | Descriptions                          | Leo Records        | Duo, met Matthias Schubert (sax); in concert |
| 1995–2013   | Monk 'n' More                         | Leo Records        | Solo piano, electronics; uitgebracht 2016 |
| 2014?       | Encounters                            | Leo Records        | Trio, met Luc Houtkamp (sax), Martin Blume (drums) |
| 2010–14     | Lubatov                               | Leo Records        | Duo, met Gareth Lubbe (zang) |
| 2014        | Projections                           | Clean Feed Records | Duo, met Mark Dresser (bas); in concert |
| 2015?       | Leo Records, 35th Anniversary, Moscow | Leo Records        | Kwartet, met Frank Gratkowski and Alexey Kruglov (sax), Oleg Yudanov (drums) |
| 2015?       | Equal Poise                           | Leo Records        | Trio, met Mark Dresser (bas), Dominik Mahnig (drums); in concert |
| 2016?       | Picking Order                         | Leo Records        | Trio, met Stefan Schoenegg, Dominik Mahnig (drums) |
| 2016?       | Wobbly Strata                         | Trytone            | Duo, met Oğuz Büyükberber (klarinet) |
| 2017?       | Mirthful Myths                        | Leo Records        | Duo, met Frank Gratkowski |
| 2017?       | Free Reservoir                        | Leo Records        | Trio, met Max Johnson (bas), Michael Sarin (drums) |
| 2017        | Tunes I Still Play                    |                    | Solo piano; in concert |
| 2017        | Not Seeing Is a Flower                | Leo Records        | Kwartet, met Akira Sakata (altsax, klarinet, zang, percussie), Takashi Seo (bas), Darren Moore (drums, percussie); in concert                                                                                        |

### Als sideman
Met Perry Robinson
- 1989: Nightmare Island Live at the Leverkusener Jazztage (West Wind)
- 1990: Call to the Stars (West Wind)
- 2006: Angelology (Phonector)

Met Nils Wogram
- 1996: Round Trip (Enja)
- 1998: Speed Life (Enja)
- 2001: Odd and Awkward (Enja)
- 2003: Construction Field (Altrisuoni, 2003)
- 2005: The Move (Between the Lines)
- 2007: Portrait of a Band (Enja)
- 2010: Moods & Modes (Nwog)

Met anderen
- 1991: Franco Ambrosetti, Music for Symphony and Jazz Band (Enja)
- 1992: Ray Anderson, Every One of Us (Gramavision)
- 2012: Michael Gibbs & NDR Bigband, Back in the Days (Cuneiform)
- 1993: Alfred 23 Harth, POPendingEYE (Free Flow Music)
- 2002: Rolf Liebermann & NDR Big Band, Concerto for Jazz Band and Symphony Orchestra (Naxos)
- 2009: Rudi Mahall, Nicht Ohne Robert Vol. 1 (Jazz Haus Musik)
- 1988: Paul Motian, Circle the Line (GM)
- 2006: Marcin Oles, Walk Songs (Fenommedia)
- 1991: Daniel Schnyder, Winds (Koch)

- Bibliothèque nationale de France: cb140443966 (data)
- Gemeinsame Normdatei: 134673824
- International Standard Name Identifier: 0000 0000 7840 9173
- Library of Congress Control Number: no2003082062
- MusicBrainz: 8cd68aac-fa87-4cde-8828-12ee7fdee9c8
- Nationale Bibliotheek van Tsjechië: xx0078222
- Nationale Bibliotheek van Israël: 987007349403605171
- Virtual International Authority File: 66667140
- WorldCat: E39PBJyRwMjyjhGkGhmgrKjDMP